# Parafia Najświętszego Serca Pana Jezusa w Worowie
Parafia pw. Najświętszego Serca Pana Jezusa w Worowie – parafia rzymskokatolicka znajdująca się w dekanacie grójeckim, archidiecezji warszawskiej, metropolii warszawskiej Kościoła katolickiego.